# Spilogona setigera
Spilogona setigera är en tvåvingeart som först beskrevs av Stein 1907.  Spilogona setigera ingår i släktet Spilogona och familjen husflugor. Arten är reproducerande i Sverige. Inga underarter finns listade i Catalogue of Life.